# Angie Harmon
Angela Michelle "Angie" Harmon (Highland Park, Texas, 1972. augusztus 10. –) amerikai színésznő.
Leginkább Abbie Carmichael az Esküdt ellenségek című televíziós sorozat ügyvédnőjeként és Jane Rizzoliként a Született detektívek című krimisorozatban játszott szerepeiről ismert.

## Élete
Görög–ír–skót–indián (cseroki) felmenőkkel bír. Mindkét szülője modell volt. 15 évesen megnyerte a Seventeen Magazine címlapversenyét. A középiskola után New Yorkban telepedett le, és modellkedni kezdett. Az Elle, a Cosmopolitan, a Vogue és a Glamour francia és angol nyelvű kiadásainak címlapján szerepelt. Dolgozott többek között Calvin Kleinnek, Giorgio Armaninak és Ralph Laurennek.
Republikánus párti, beszédet mondott a 2004-es republikánus nemzeti kongresszuson az amerikai háborús hősök tiszteletére. 2001 és 2014 között az egykori amerikai futballista, Jason Sehorn felesége volt, akitől három lánya született: 2003-ban, 2005-ben és 2008-ban.

## Színészi karrierje
David Hasselhoff fedezte fel, aki felajánlotta neki a Baywatch – Forró éjszakák főszerepét, pedig addig nem volt színészi tapasztalata. Abbie Carmichael szerepével vált ismertté a Esküdt ellenségek televíziós sorozatban, amelyet a kilencediktől a tizenegyedik évadig alakított. 2007-ben főszerepet vállalt a Women's Murder Club című sorozatban, amely 13 epizód után megszűnt. 2010 és 2016 között Jane Rizzoli nyomozóként szerepelt Sasha Alexander mellett a Született detektívek című krimisorozatban.

## Válogatott filmográfia
- 1995: Renegade – Irgalmatlan vadászat (Renegade, tévésorozat, 4x8 epizód)
- 1995–1997: Baywatch – Forró éjszakák (tévésorozat, 44 epizód)
- 1996: Baywatch (tévésorozat, 6x17 rész)
- 1997: Gyepkutyák – Gyepkutyák (gyepkutyák)
- 1997–1998: C-16: FBI speciális egység (tévésorozat, 13 epizód)
- 1998–2001: Esküdt ellenségek (tévésorozat, 72 epizód)
- 1999–2000: Esküdt ellenségek: Különleges ügyosztály (tévésorozat, 6 epizód)
- 2000: A jövő Batmanje (Batman Beyond: Return of the Joker, Barbara Gordon biztos hangja)
- 2000: A jövő Batmanje (tévésorozat, 3 epizód, Barbara Gordon biztos hangja)
- 2001: Jó tanács – A jó tanács drága (jó tanács)
- 2002: Videó Kukker – Tiltott pillantások ( Videó Kukker, tévéfilm)
- 2003: Cody Banks ügynök
- 2005: Az alku
- 2005: Elképzelhetetlen (tévésorozat, 10 epizód)
- 2005: Dick és Jane trükkjei (Szórakozás Dick és Jane társaságában)
- 2006: Játék vége
- 2006: Szerafim-vízesés
- 2006: The Goode's House (A jó anya)
- 2007–2008: Női Gyilkosklub (tévésorozat, 13 epizód)
- 2008: Élő bizonyíték (tévéfilm)
- 2009: Nem ér a nevem (tévésorozat, 2x19 epizód)
- 2010: Chuck (tévésorozat, 3x4 epizód)
- 2010-2016: Született detektívek (tévésorozat, 105 epizód)
- 2017-2018: Voltron: A legendás védelmező (tévésorozat, 3 epizód, Lady Trigel hangja)

## Fordítás
Ez a szócikk részben vagy egészben  az   Angie Harmon című német Wikipédia-szócikk ezen változatának fordításán alapul.  Az eredeti cikk szerkesztőit annak laptörténete sorolja fel. Ez a jelzés csupán a megfogalmazás eredetét és a szerzői jogokat jelzi, nem szolgál a cikkben szereplő információk forrásmegjelöléseként.